# Rollenkehre
Die Rollenkehre ist ein Kunstflugmanöver. Sie ist Bestandteil des Aresti-Katalogs für Wettbewerbskunstflug. Typischerweise als hochgezogene Rollenkehre geflogen, besteht sie aus einem (typischerweise 45°) Steigflug, der das Flugzeug abbremst, dabei wird eine halbe Rolle ausgeführt, woran sich ein positiver (also aus dieser Fluglage nach unten) 5/8 Looping anschließt, sodass das Flugzeug am Ende in umgekehrter Flugrichtung fliegt, ohne dass dazu eine Kurve nötig war. Die hochgezogene Rollenkehre ist eine der Grundfiguren der Kunstflugausbildung. Man kann sie auch als umgekehrt geflogene halbe kubanische Acht ansehen, daher der englische Begriff "reverse half cuban".

Arresti-Symbol der hochgezogenen Rollenkehre

Das gleiche Manöver ohne den anfänglichen Steigflug nennt man Split-S, es führt zu einer starken Geschwindigkeitszunahme durch den Abschwung-Anteil der Flugfigur.